# Acid percloric
Acidul percloric (HClO4) este cel mai stabil dintre oxoacizii clorului și, totodată, cel mai tare și mai acid dintre acizii oxigenați. El se poate obține în stare liberă din sărurile lui, prin tratare cu H2SO4, apoi distilare sub presiune redusă. 
În stare anhidră se prepară prin distilarea în vid a acidului percloric concentrat, în prezența unui agent deshidratant, cum este percloratul de magneziu.

## Proprietăți fizice
Acidul percloric este un lichid incolor care fumegă în prezența aerului și este solubil în apă. 
Formează un azeotrop la compoziția de 72 % cu punct de fierbere 203 °C.

## Proprietăți chimice
Este un acid tare, cel mai tare acid oxigenat. Prin încălzire se descompune, iar în prezența substanțelor organice explodează puternic. 
La răcire se obțin cristale monohidrate.
Anhidrida acidului percloric este heptoxid de diclor – Cl2O7. Acesta are două legături covalente simple și trei legături covalent coordinative.
Sărurile acidului percloric – perclorații – sunt cei mai stabili compuși oxigenați ai clorului. Se prepară prin oxidare anodică a cloraților în soluție apoasă sau prin încălzirea cloraților la temperaturi de peste 400 °C:
{\displaystyle 4\,KClO_{3}\rightarrow 3\,KClO_{4}+KCl}
Toți perclorații (cu excepția celor de cesiu CsClO4, rubidiu RbClO4, potasiu KClO4 și amoniu NH4ClO4) sunt solubili.

## Utilizări
Acidul percloric diluat e folosit ca reactiv analitic pentru precipitarea ionului de potasiu datorită solubilității foarte reduse a percloratului de potasiu în apă (0,75 g per 100 g de apă la 0 °C)